# Antonín Obletter
Antonín Jan Alois Obletter (11. května 1761, Olomouc – 20. prosince 1805, Olomouc) byl zvonařem v Olomouci.

## Život
Byl prvorozeným synem olomouckého zvonaře a puškaře Valeriuse Oblettera (1717–1782). Vyučil se zvonařskému řemeslu v Bratislavě v letech 1779–1782 u zvonaře Jana Augustína Christeliho. V roce 1874 byl přijat za měšťana Olomouce a v roce 1785 se oženil s Aloisií, dcerou vojenského chirurga Benische z Valašského Meziříčí.
Po smrti svého otce odkoupil jeho dílnu v roce 1786 od dědiců za částku 2 450 zlatých. Dílna se nacházela ve Ztracené ulici čp. 270.
Antonín Obletter zemřel ve věku 45 let dne 20. prosince 1805 v Olomouci na zánět střev.

## Dílo
Antonín Obletter byl klasicistní zvonař, který lil zvony v období 1779 až 1805. Z jeho díla se dochovaly většinou malé zvony, velké padly za oběť válečným rekvizicím.
Seznam zvonů (neúplný) podle zdrojů
- 1779 Moravičany
- 1785 Oskava, 90 liber
- 1786 Protivanov
- 1790 Žlutava
- 1790 Týn nad Bečvou, Napajedla
- 1791Topolany, zvonice
- 1791 Tršice, zvonička[5]
- 1791 Sovinec, Kostel svatého Augustina (rekvizice 1916)
- 1792 Sovinec, Kostel svatého Augustina, zvon sv. Magdalény rekvizice 25. září 1917
- 1793 Libavá, kostel Svatého Kříže, zvon zasvěcený sv. Kříži a Janu Nepomuckému, hmotnost 9 centýřů a 28 liber, roztaven při požáru v roce 1817[6]
- 1795 Velká Štáhle, kostel Nejsvětější Trojice, zvony zničeny při požáru v roce 1860
- 1794 Řešov, kostel sv. Kateřiny rekvizice 17. 9. 1916
- 1795 Velká Šťáhle, kostel Nejsvětější Trojice, zvony zničeny při požáru v roce 1860
- 1796 Protivanov (dva zvony)
- 1793 Myslechovice
- 1800 Přerov, muzeum
- 1801 Dětřichov nad Bystřicí, zvon sv. Jiří, rekvizice 1916
- 1802 Radotín (Přerov), kaple Panny Marie[7]